# Надървени въглища
„Надървени въглища“ е четвъртият студиен албум на българската рок група Хиподил, издаден през 1998 година. Това е един от най-скандалните албуми, излизали някога в България, след като Министерството на културата на България забранява със закон издаването му в CD формат и завежда дело срещу групата за разпространяване на порнография. Впоследствие делото е прекратено, а албумът все пак бива издаден на диск, макар и с голямо закъснение. Албумът постига голям комерсиален успех, а откриващата песен „Бате Гойко“ не слиза от националния ефир повече от година. Записан е и видеоклип към песента, който е първият в историята на Хиподил. В този албум е и първият им и единствен инструментал, наречен „Щранк“. Хиподил не изневеряват на традицията да пародират известни български личности и общности. Този път на прицел са Мариус Куркински с песента си „Тиририрам“, Ирина Флорин с песента "Цвят Лилав", и братя Аргирови с „Гот е“, интерпретирани в парчето „Тинтири-минтири“. Сериозната нотка тук идва от прочувствената балада „Отнесен!“ и отчасти от „Въжен“ и „Потъване нагоре!“, както и от самокритичната и дори депресираща песен „Нищо“, явно написана в труден за Светльо момент. Композициите, причинили намесата на Министерството на културата, са песни като „Последното земно изпразване на космонавта Романенко“ (може би най-твърдата песен в албума), „Аривидерчи (От ивицата Газа в Устанкино)“ и „Въртианален SEX“.

## Песни
1. B.G./Бате Гойко
2. Въжен
3. Потъване нагоре!
4. Последното земно изпразване на космонавта Романенко
5. Нищо
6. Без хигиена/Мезе на гъза
7. Щранк
8. Тинтири-минтири
9. Отнесен!
10. Аривидерчи (От ивицата Газа в Устанкино)
11. Bless me
12. Възбуден съм!
13. Въртианален SEX
14. Д'ска

## Музиканти
- Светослав Витков – вокали
- Петър Тодоров – китари
- Венци Басистчето – бас китара
- Лъчезар Маринов – барабани